# Ernst Friedrich Richter

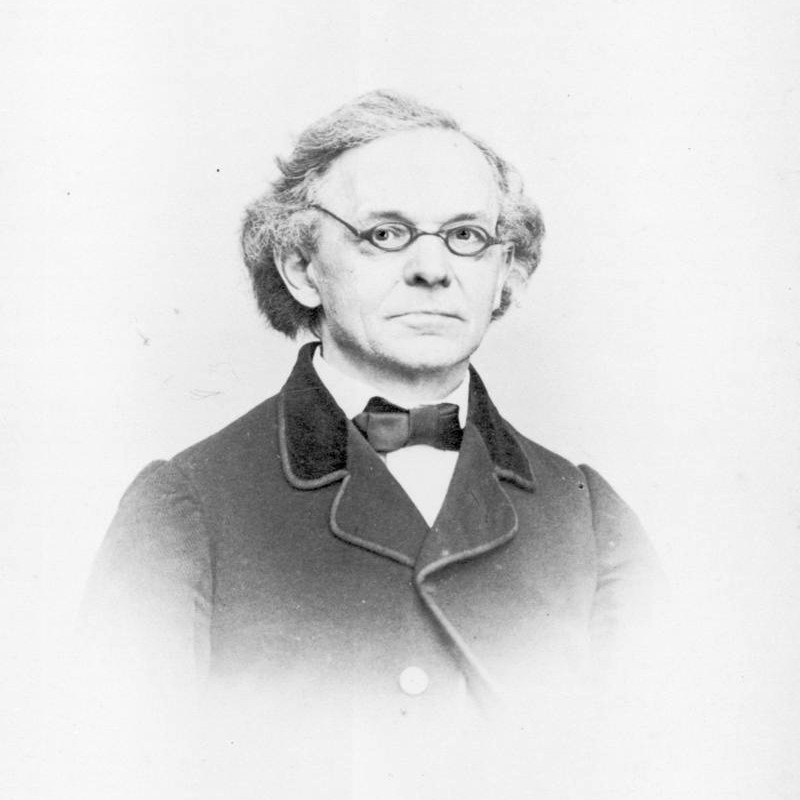
Ernst Friedrich Richter rond 1860

Ernst Friedrich Eduard Richter (Großschönau (Saksen), 24 oktober 1808 – Leipzig 9 april 1879) was een Duits Thomascantor van 1868 tot 1879 en hoogleraar aan het conservatorium te Leipzig en tevens muziekdirecteur aan de Universiteit van Leipzig.

## Leven
Ernst Friedrich Richter studeerde vanaf 1831 aanvankelijk Theologie in Leipzig, maar stapte al gauw over naar muziek. 
In 1843 werd Richter leraar harmonieleer en compositie aan het Koninklijk conservatorium te Leipzig. Met Felix Mendelssohn Bartholdy en Robert Schumann was hij een van de eerste zes leraren met een vaste aanstelling van deze instelling. Van 1843 tot 1847 leidde hij ook de Sing-Akademie van Leipzig, werd in 1851 organist van de Petruskerk, in 1862 van de Nieuwe kerk en in 1863 van de Nicolaikerk. Op het nieuwe Ladegast-orgel kon hij veel van zijn composities voordragen. Hij behartigde zes jaar lang de kerkmuziek van de Nicolaikerk. In 1868 werd hij beroepen tot cantor van de Thomaskerk, waar hij Moritz Hauptmann (1792–1868) opvolgde.
Tijdgenoten zeggen over Richter: Zijn lessen zetten meer de praktische kant van de theorielessen uiteen en vermeden speculatie. Zakelijk en beknopt, legde hij op een voor iedereen begrijpelijke manier de wetmatigheden van de harmonieleer uit, en had daarmee de bedoeling om, als het even kon, allen, ook minder begaafden, succesvol te laten zijn. Richter gaf systematisch les, vanaf de bodem af, en deelde niet de mening van sommige van zijn collega’s, dat de studenten dadelijk, zonder grondige kennis van het contrapunt moesten gaan componeren. (Reisaus, J. 1993, 65)
Richters voornaamste leerling was de latere muziekwetenschapper Hugo Riemann.
Als componist schreef hij missen, motetten en bovendien veel gebruikte theorieboeken.
Ernst Friedrich Richter was de vader van de Pianist en componisten Alfred Richter (1846–1919) en broer van de Bachonderzoeker Bernhard Friedrich Richter.

## Werken
- Lehrbuch der Harmonie (1853)
- Lehrbuch der Fuge (1859)
- Lehrbuch des einfachen und doppelten Kontrapunkts (1872)
- Katechismus der Orgel

## Composities (selectie)
Richter componeerde Psalmen voor koor en orkest, Motetten, twee missen, een Stabat mater, liederen, piano- en orgelstukken, en strijkkwartetten, onder meer: 
- Kirchenmusik
- Adventslied Nun bist du Heiland wirklich da!
- Herr, es sind die Heiden
- Ich hebe meine Augen auf
- Jauchzet dem Herrn, alle Welt
- Der zweiundzwanzigste Psalm. Mein Gott, warum hast du mich verlassen*
- für Solostimmen und vier- bis achtstimmigen Chor.
- I. Mein Gott, warum hat du mich verlassen.
- II. Mein Gott, des Tages rufe ich. für Solosopran und vierstimmigen Männerchor.
- III. Aber du bist heilig
- Herr, höre mein Gebet Motette für achtstimmigen Chor.
- Siehe, um Trost war mir sehr bange
- Vom Himmel hoch
- Wer unter dem Schirm des Höchsten
- Wie lieblich sind auf den Bergen

- Biblioteca Nacional de Chile: 000511742
- Biblioteca Nacional de España: XX1398681
- Bibliothèque nationale de France: cb14830998r (data)
- CiNii: DA10453362
- Gemeinsame Normdatei: 116510927
- International Standard Name Identifier: 0000 0001 0837 892X
- Library of Congress Control Number: n85828656
- Nationale Bibliotheek van Letland: 000349106
- MusicBrainz: 1532f90f-3e7d-49ac-bcdf-1db05fe4b5ac
- Bibliotheek van het Japanse parlement: 00527619
- Nationale Bibliotheek van Tsjechië: kup20010000082637
- Nationale bibliotheek van Australië: 52811454
- Nationale Bibliotheek van Israël: 987007280012705171
- Nationale Bibliotheek van Polen: a0000002353176
- Nationale en Universitaire bibliotheek Zagreb: 000584461
- Nederlandse Thesaurus van Auteursnamen: 146209575
- Réseau des bibliothèques de Suisse occidentale: 02-A003744295
- Istituto Centrale per il Catalogo Unico: CUBV169820
- SNAC: w6k64j09
- Système universitaire de documentation: 076519716
- Trove: 1526233
- Virtual International Authority File: 99646133
- WorldCat: E39PBJxMmYbbYRGcv4WBcJdCwC